# Roscoe Ates
Roscoe Blevel Ates (20 gennaio 1895 – Encino, 1º marzo 1962) è stato un attore statunitense.

## Filmografia parziale

### Cinema
- La perla di Hawaii (South Sea Rose), regia di Allan Dwan (1929)
- Billy the Kid, regia di King Vidor (1930)
- Check and Double Check, regia di Melville W. Brown (1930)
- I pionieri del West (Cimarron), regia di Wesley Ruggles (1931)
- Il campione (The Champ), regia di King Vidor (1931)
- Tante donne e nessuna (The Great Lover), regia di Harry Beaumont (1931)
- Lo sciopero delle mogli (Politics), regia di Charles Reisner (1931)
- Renegades of the West, regia di Casey Robinson (1932)
- Freaks, regia di Tod Browning (1932)
- The Roadhouse Murder, regia di J. Walter Ruben (1932)
- Gli arditi del cinema (Lucky Devils), regia di Ralph Ince (1933)
- Viva la birra (What! No Beer?), regia di Edward Sedgwick (1933)
- Alice nel Paese delle Meraviglie (Alice in Wonderland), regia di Norman Z. McLeod (1933)
- Woman in the Dark, regia di Phil Rosen (1934)
- Espiazione (People's Enemy), regia di Crane Wilbur (1935)
- La legge della foresta (God's Country and the Woman), regia di William Keighley (1937)
- The Great Adventures of Wild Bill Hickok, regia di Sam Nelson (1938)
- Via col vento (Gone with the Wind), regia di Victor Fleming (1939) - non accreditato
- Texas Kid (Three Texas Steers), regia di George Sherman (1939)
- The Cowboy from Sundown, regia di Spencer Gordon Bennet (1940)
- I ribelli dei sette mari (Captain Caution), regia di Richard Wallace (1940)
- Passione di amazzoni (Chad Hanna), regia di Henry King (1940)
- Anime allo specchio (She Knew All the Answers), regia di Richard Wallace (1941)
- I tre moschettieri del Missouri (Bad Men of Missouri), regia di Ray Enright (1941)
- I dimenticati (Sullivan's Travels), regia di Preston Sturges (1941) - non accreditato
- Vendo la mia vita (I'll Sell My Life), regia di Elmer Clifton (1941)
- Ritrovarsi (The Palm Beach Story), regia di Preston Sturges (1942)
- Check Your Guns, regia di Ray Taylor (1948)
- The Hawk of Powder River, regia di Ray Taylor (1948)
- L'urlo della foresta (The Blazing Forest), regia di Edward Ludwig (1952)
- Teste rosse (Those Redheads from Seattle), regia di Lewis R. Foster (1953)
- Abbott and Costello Meet the Keystone Kops, regia di Charles Lamont (1955)
- L'amore più grande del mondo (Come Next Spring), regia di R.G. Springsteen (1956)
- La città minata (The Big Caper), regia di Robert Stevens (1957)
- L'idolo delle donne (The Ladies Man), regia di Jerry Lewis (1961)
- Il mattatore di Hollywood (The Errand Boy), regia di Jerry Lewis (1961) - non accreditato

### Televisione
- The Marshal of Gunsight Pass – serie TV, 3 episodi (1950)
- Cisco Kid (The Cisco Kid) – serie TV, episodio 3x21 (1953)
- La mia piccola Margie (My Little Margie) – serie TV, episodio 2x12 (1953)
- I segreti della metropoli (Big Town) – serie TV, episodio 3x25 (1953)
- Le inchieste di Boston Blackie (Boston Blackie) – serie TV, episodio 2x30 (1953)
- Schlitz Playhouse of Stars – serie TV, episodi 3x05-7x36 (1953-1958)
- Mickey Rooney Show (The Mickey Rooney Show) – serie TV, episodio 1x02 (1954)
- Le avventure di Campione (The Adventures of Champion) – serie TV, episodio 1x20 (1956)
- Annie Oakley – serie TV, episodi 3x10-3x31 (1956-1957)
- Le avventure di Rin Tin Tin (The Adventures of Rin Tin Tin) – serie TV, episodio 3x20 (1957)
- Death Valley Days – serie TV, episodio 6x19 (1958)
- Il tenente Ballinger (M Squad) – serie TV, episodio 2x06 (1958)
- The Restless Gun – serie TV, episodi 1x36-2x15 (1959)
- Carovane verso il West (Wagon Train) – serie TV (1958-1959)
- Tales of Wells Fargo – serie TV (1958-1959)
- Cissie – serie TV (1959)
- Lawman – serie TV (1959-1960)
- Man with a Camera – serie TV, episodio 2x12 (1960)
- Maverick – serie TV, episodio 4x02 (1960)
- Alfred Hitchcock presenta (Alfred Hitchcock Presents) – serie TV (1958-1960)
- Sugarfoot – serie TV, episodi 1x14-3x03-4x03 (1958-1960)
- The Red Skelton Show – serie TV (1961)
- Whispering Smith – serie TV, episodio 1x09 (1961)